# Les Armes miraculeuses
Ne doit pas être confondu avec Wunderwaffe.
Les Armes miraculeuses est un recueil de poèmes d'Aimé Césaire paru en 1946 aux éditions Gallimard et comprenant la plupart des poèmes publiés par Césaire entre 1941 et 1945 dans la revue Tropiques.
De 2009 à 2011, l'ouvrage figure au programme de l'agrégation de lettres modernes au sein du thème de littérature comparée intitulé Permanence de la poésie épique au XXe siècle.
Ce recueil de poèmes et de récits est considéré par beaucoup comme faisant partie du surréalisme.